# Ханко Віталій Миколайович
Ханко Віталій Миколайович (нар. 31 серпня 1937, Полтава) — український мистецтвознавець, бібліограф, музейник, педагог; член Спілки художників України з 1987 року, Національної спілки майстрів народного мистецтва України з 1992 року та міжнародної Асоціації арткритиків з 1997 року.

## Біографія
Народився 31 серпня 1937 року у місті Полтаві. 1962 року закінчив Миргородський керамічний технікум імені Миколи Гоголя; у 1969 році — Інститут живопису, скульптури та архітектури імені Іллі Рєпіна в Ленінграді (викладачі Андрій Пунін, Ігор Бартеньєв, Авраам Каганович).
Протягом 1969–1995 років працював заступником директора з наукової роботи Полтавського художнього музею. Член редакційної ради журналу «ПЄВ» з 1994 року. Протягом 1994–1995 років викладав у Полтавському державному педагогічному університеті імені Володимира Короленка; з 1995 року — на архітектурному факультеті Полтавського національного технічного університету імені Ю. Кондратюка, водночас, протягом 2002–2005 років — у Полтавському університеті споживчої кооперації України.
Живе в Полтаві, в будинку на вулиці Вокзальна № 7, квартира 23.

## Праці
Автор понад 1700 праць, присвячених мистецтву, храмовій архітектурі, діячам культури і мистецтва, меценатам церкви Полтавщини. Йому належать публікації і статті про життя і творчість Опанаса Сластіона, архітектора Василя Кричевського, керамістів Івана Віцька, Івана Українця, скульпторів Михайла Гаврилка, Єлизавети Трипільської, малярів Івана Северина, Григорій Цисса, Івана Черінька, різьбярів Василя Гарбуза, Якова Усика та Федота і Прокопа Юхименків. Серед робіт:
- «Шевченкіана художника і мистецтвознавця О. Сластьона» — Київ, 1988;
- «Полтавський художній музей: 1919—1994. Бібліографічний покажчик» — Полтава, 1994;
- «Михайло Коргун. Різьбяр: Альбом.» — Київ, 1994;
- «Скульптор Михайло Гаврилко і його трагічна доля в період розгрому УНР». Полтавська Петлюріана, 1994;
- «Фундатори храмів Полтавщини. Біобібліографічний словник». — ПЄВ. — 1998—1999. — Частина 5; 2001. — Частина 7; 2002. — Частина 8; 2003. — Частина 9; 2004. — Частина 10;
- «Будинки народних шкіл за проектами О. Сластьона», збірник наукових праць. — Київ, 2000;
- «Словник мистців Полтавщини: Середина XVII — початок ХХІ століття». — Полтава, 2002;
- «Миргородський мистецький словник (кінець XVI — початок ХХІ сторіччя): Персоналії». — Полтава, 2005;
- «Полтавщина: плин мистецтва, діячі. Мистецтвознавчі праці». — Київ, 2007.

Співавтор 7 енциклопедичних і словникових видань, що виходять з 1973 у Києві та Москві, зокрема Української радянської енциклопедії, Енциклопедії сучасної України.

## Відзнаки
- Заслужений працівник культури України з 1994 року[1];
- Премія імені Панаса Мирного за 2009 рік (за книгу «Полтавщина: плин мистецтва, діячі. Мистецтвознавчі праці»)[4].